# Socket 6
Socket 6 – gniazdo dla procesora klasy 486, lekko zmodyfikowana wersja popularnego Socket 3.
Intel zaprojektował ten standard pod koniec cyklu produkcyjnego chipów typu 486. Wyprodukowano stosunkowo niewiele płyt głównych z tym gniazdem, szczególnie dlatego, że jego możliwości nie były wiele większe od poprzednika – Socket 3. Poza tym pracowano już nad nowym procesorem – Pentium.